# 김제소방서
김제소방서(金堤消防署, Gimje Fire Station)는 전북특별자치도 김제시를 관할하는 전북특별자치도 소방본부 산하의 소방서이다.
소방서장은 소방정으로 보한다.

## 연혁
- 1991년 7월 25일: 김제소방서 개서
- 2001년 8월 7일: 부안소방서 분리

## 조직
| - 소방행정과 - 소방행정계 - 예산장비계 | - 대응구조과 - 대응구조계 - 예방안전계 | - 현장기동단 - 지휘조사팀 |

## 관할센터 및 관할구역
김제소방서는 3개의 119안전센터와 1개의 구조대를 산하에 두고 있다.
| 명칭                 | 사진 | 주소                 | 관할구역                                               | 지역대        |
| -------------------- | ---- | -------------------- | ------------------------------------------------------ | ------------- |
| 교동119안전센터      |      | 벽성로 278           | 신풍동, 요촌동, 교동, 부량면, 죽산면                   |               |
| 검산119안전센터      |      | 두월로 384           | 검산동, 백구면, 용지면                                 | 백구119지역대 |
| 만경119안전센터      |      | 만경읍 만경공단1길 7 | 만경읍, 진봉면, 광활면, 성덕면, 공덕면, 청하면, 백산면 |               |
| 금산119안전센터      |      | 금산면 금산사로 29   | 금산면, 금구면, 황산면, 봉남면                         | 금구119지역대 |
| 김제소방서 119구조대 |      | 벽성로 278           | 전라북도 김제시 일원                                   |               |

## 같이 보기
- 대한민국 소방청
- 대한민국의 소방
- 소방관 계급